# Den romerske erobring af Britannien
Den romerske erobring af Storbritannien var en gradvis proces, der begyndte i år 43 under kejser Claudius, hvis general Aulus Plautius tjente som den første guvernør over Romersk Britannien (latin: Britannia). Storbritannien havde allerede været et hyppigt mål for invasioner, både planlagte og udførte, af den Romerske republik og romerriget. Ligesom andre områder på grænsen til imperiet havde Britannien nydt godt af diplomatiske og handelsforbindelser med romerne i århundredet efter Julius Caesars ekspedition i 55 og 54 f.Kr. og i den førromerske jernalder, særligt i den sydlige del af landet.
Mellem år 55 f.Kr. og 40'erne e.Kr. blev status quo opretholdt, hvor man betalte skat, slaver og klientstater uden en direkte militær besættelse, som ellers var indledt med Cæsars invasion af Britannien. Augustus planlagde invasioner i 34 f.Kr. 27 f.Kr. og 25 f.Kr. Den første og tredje invasion blev opgivet som følge af oprør andre steder i riget, og den anden blev droppet, da briterne affandt sig med Romerrigets krav. Ifølge Augustus' Res Gestae flygtede to britiske konger, Dubnovellaunus og Tincomarus, til Rom i hans regeringstid, og Strabos Geography, der blev skrevet i hans periode, beskriver, at Britannien betalte mere i told og afgifter, end der kunne bliver opkrævet i skat, hvis landet blev erobret.
I 40'erne ændrede den politiske situation i Britannien sig tilsyneladende. Catuvellauni havde overtaget posten som det mest magtfulde kongerige i sydøst-britannien fra trinovantere og havde erobret den trinovantenske hovedstad Camulodunum (Colchester) og pressede deres naboer Atrebates, der blev styret af efterkommere af Julius Cæsars tidligere allierede Commius.
Caligula planlagde en kampagne mod briterne i år 40, men den blev udført meget aparte: Ifølge Suetonius' The Twelve Caesars fik han stillet sin hær op i kampformationer mod den Engelske Kanal, og da hans tropper var blevet temmelig forvirrede over det, havde han beordret dem til at samle muslinger og omtalte dem som "plyndring fra havet på grund af Kapitol og Palace".
Moderne historikere er usikre på, om det var ment som en ironisk straf for soldaternes mytteri, eller det var som følge af Caligulas sindsforvirring. Under alle omstændigheder var invasionsforsøget med til at gøre tropperne klar og gøre det muligt at udføre Claudius' invasion tre år senere. Eksempelvis byggede Caligula et fyrtårn i Bononia (moderne Boulogne-sur-Mer), som var model for det, der kort efter blev bygget i Dubris (Dover).

## Claudius' forberedelser
Tre år senere, i 43, påbegyndte Claudius en invasion for genindsætte Verica, der var en konge i eksil fra Atrebates. Aulus Plautius, en senator, fik givet kommandoen over fire legioner på sammenlagt omkring 20.000 mand plus et antal hjælpeenheder. Legionerne var
- Legio II Augusta
- Legio IX Hispana
- Legio XIV Gemina
- Legio XX Valeria Victrix

II Augusta er kendt for at være blevet ledet af den fremtidige kejser Vespasian. Tre andre mænd af passende rang til at lede legioner kendes fra bevarede kilder i forbindelse med invasionen. Cassius Dio nævner Gnaeus Hosidius Geta, som sandsynligvis ledte IX Hispana, og Vespasians bror Titus Flavius Sabinus den yngre. Han skrev, at Sabinus var Vespasians løjtnant, men da Sabinus var den ældste bror og Vespasians forgænger i det offentlige liv, er det usandsynligt, at han kunne have været en militær folketribun. Eutropius nævner Gnaeus Sentius Saturninus, selvom han som tidligere konsul muligvis har været for gammel, og måske fulgte Claudius senere.

## Overfart og landgang
Den primære invasionshær under Aulus Plautius krydsede kanalen i tre divisioner. Den mest udbredte antagelse er, at man rejste fra havnen i Boulogne, og at man gik i land ved Rutupiae (Richborough, på østkysten af Kent). Ingen af disse steder er dog fastslået endeligt. Dio nævner ikke, hvilken havn de rejser fra, og selvom Suetonius skriver, at de sekundære tropper under Claudius sejlede fra Boulogne, gælder det ikke nødvendigvis for hele invasionsstyrken. Richborough har en stor naturlig havn, der vil have været velegnet for en stor styrke at bruge til landgang, og arkæologiske fund viser, at der har været romersk militær omkring tidspunktet for invasionen. Dio skriver dog, at romerne sejlede fra øst mod vest, og en rejse fra Boulogne til Richborough går fra syd til nord. Nogle historikere har foreslået, at man har sejlet fra Boulogne til Solent og er gået i land i nærheden af Noviomagus (Chichester) eller Southampton i et område, der tidligere blev styret af Verica. En alternativ forklaring er, at man har sejlet fra udmundingen af Rhinen til Richborough, som ville være en tur fra øst mod vest.

## Indledende kampe
Den britiske modstand blev ledet af Togodumnus og Caratacus, der var sønner af den afdøde konge over Catuvellauni, Cunobeline. En stor del af de britiske styrker mødtes med romerne ved et vadested over Medway, som man antager lå i nærheden af Rochester. Slaget foregik over to dage. Hosidius Geta blev næsten taget til fange men kom sig og vendte så beslutsomt tilbage til slaget, at han blev tildelt "Roman triumph."
Briterne blev presset tilbage til Themsen. De blev jagtet over floden af romerne, og det resulterede i, at en del romerske tropper forsvandt i moserne i Essex. Det vides ikke, om romerne gjorde brug af en eksisterende bro, eller om de byggede en midlertidig bro til formålet. Mindst en division af de Batavianske hjælpetropper svømmede over floden som en separat styrke.
Togodumnus døde kort tid efter slaget ved Themsen. Plautius stoppede sin fremmarch og sendte besked til Claudius om, at han skulle slutte sig til ham i den sidste del af felttoget. Cassius Dio præsenterer det som, at Plautius havde brug for kejserens assistance for at besejre den fornyede britiske modstand, der var fast besluttet på at hævne Togodumnus. Claudius var dog ingen militærmand. Claudiusbuen (triumfbue i Rom) beskriver, at han modtog 11 konger, der overgav sig, og at han ikke havde nogen tab, og Suetonius' The Twelve Caesars beskriver, at Claudius fik briterne til at overgive sig uden kamp eller blodsudgydelser. Det er sandsynligt, at Catuvellauni allerede var stort set slået, og det tillod kejseren at fremstå som erobreren af den sidste march mod Camulodunum. Cassius Dio beskriver, at han medbragte krigselefanter og tunge våben, som ville have overvældet enhver tilbageværende modstand. 11 stammer fra Sydøstengland overgav sig til Claudius, og romerne forberedte sig på at bevæge sig videre mod vest og nord. Romerne etablerede deres nye hovedstad ved Camulodunum, og Claudius vendte tilbage til Rom for at fejre sin sejr. Caratacus undslap og fortsatte modstanden længere i vest.

## (44–60)
Vespasian ledte en styrke vestpå og undertvang sig stammer og erobrede Oppida. Han nåede mindst til Exeter, der ser ud til at have været en tidlig base for Legion II Augusta. I 2010 blev to delvist separate forter udgravet af Exeter City Archaeological Unit og dateret til omkring Vespians tid. De ligger ved St Loyes på den romerske vej mellem Isca og Topsham, der sandsynligvis gik helt til Bodmin. Legio IX Hispana blev sendt nordpå mod Lincoln (latin: Lindum Colonia) og det er sandsynligt, at området syd for en linje mellem Humber og floden Severn Estuary kom under romersk kontrol i løbet af fire år. At der på denne linje blev anlagt en romersk vej, Fosse Way, har ledt mange historikere til at debattere rutens rolle som en bekvem grænse under de tidlige stadier af romernes erobring. Det er mere sandsynligt, at grænsen mellem Romersk Britannien og jernalderens Britannien var mindre direkte og flere flydende i den periode.
I slutningen af år 47 indledte den nye guvernør over Storbritannien, Publius Ostorius Scapula, en kampagne mod stammerne i det moderne Wales og Cheshire Gap. Silures i det sydvestlige Wales skabte store problemer for Ostorius, og de forsvarede indædt det walisiske grænseland. Caratacus blev besejret under slaget ved Caer Caradoc og flygtede til stammen Brigantes, der opholdt sig i Penninerne. Deres dronning, Cartimandua, var dog ikke i stand til eller ønskede ikke at beskytte ham. Da hun fik forhandlet en fredsaftale, overdrog hun Caratacus til romerne. Ostorius døde og blev efterfulgt af Aulus Didius Gallus, der fik de walisiske grænser under kontrol. Han gik ikke længere mod nord eller vest, sandsynligvis fordi Claudius ønskede at undgå det, som han mente var en svær og langtrykken krig for et få et ganske lille materielt udbytte i det bjergrige område i Britannien. Da Nero blev kejser i år 54, syntes han at have besluttet sig for at fortsætte invasionen, og han udnævnte Quintus Veranius som guvernør. Han havde erfaring med problematiske bjergstammer i Anatolien. Veranius og hans efterfølger Gaius Suetonius Paulinus udførte en vellykket kampagne i Wales, hvor de fik ødelagt druide-centret Mona eller Anglesey i år 60, i et angreb som historikere senere har navngivet Menaimassakren. Den sidste erobring af Wales blev udskudt, da Boudicas oprør tvang romerne til at vende tilbage til Sydøstbritannien. Silurerne blev ikke besjret før omkring år 76, hvor Sextus Julius Frontinus' lange kampagne mod dem endelig begyndte at lykkes.

## (60–78)
Efter den vellykkede undertrykkelse af Boudicas oprør fortsatte en række nye romerske guvernører erobringen mod nord. Cartimandua var nødt til at bede om romersk hjælp efter hendes mand Venutius' oprør. Quintus Petillius Cerialis tog sine legioner fra Lincoln helt til York, hvor han besejrede Venutius nær Stanwick omkring år 70. Det resulterede i, at de to stammer Brigantes og Parisii, der allerede var blevet romaniserede, blev yderligere assimileret ind i Romerriget. Frontinus blev sendt til Romersk Britannien i 74 for at efterfølge Quintus Petillius Cerialis som guvernør over øen. Han overvandt Silurerne og andre fjendtlige stammer i Wales, og han oprettede en ny base til Legio II Augusta (Isca Augusta) i Caerleon. Derudover etablerede han en række mindre forter med en indbyrdes afstand på mellem 15 og 20 km til sine hjælpeenheder. Under sit styre grundlagde han sandsynligvis et fort ved Pumsaint i det vestlige Wales. Det sket i høj grad for at kunne udnytte det guld, som fandtes i området ved Dolaucothi. Han gik på pension i 78, og han blev senere udnævnt til vandkommisær i Rom. Den nye guvernør, Gnaeus Julius Agricola, blev gjort berømt af den meget rosende biografi om ham, som hans svigersøn, Tacitus, skrev.

## Agricolas kampagner (78–84)
Agricola ankom i højsommeren år 78, og han fandt her adskillige stammer, der tidligere var blevet besejret, men som havde fået deres selvstændighed igen. Han begyndte med at undertvinge sig Ordovikerne i det nordlige Wales, der havde en ala med kavaleri, som romerne havde udstationeret i deres område. Fra tidligere militærtjeneste i Storbritannien kendte han terrænet og var derfor i stand til hurtigt at bevæge sine tropper, så han kunne besejre og stort set udslette sine modstandere. Herefter invaderede han Anglesey, hvor han tvang indbyggerne til at bede om fred. Det følgende år drog han videre mod briganterne i Nordengland og Selgovae langs Skotlands sydkyst, hvor han brugte en overvældende militærmagt til at genetablere romersk kontrol over området.

### Skotland før Agricola
Detaljerne omkring de tidlige år af den romerske okkupation i Nordbritannien er uklare, men den begyndte ikke før år 71, hvor Tacitus skriver, at Petillius Cerialis (guvernør 71–74) førte en vellykket krig mod briganterne, hvis territorier lå langs Solway-Tyne-linjen. Tacitus roser både Cerialis og hans efterfølger Julius Frontinus (guvernør 75–78), men giver ikke nogen yderligere oplysning om begivenhederne før år 79, om landet eller de mennesker, der boede nord for briganterne. Romerne har efter alt sandsynlighed fulgt deres sejr over briganterne op på en eller anden måde. Arkæologiske fund har vist, at romerne havde kampagner og rejste en militærlejr i nord langs Gask Ridge, hvor de kunne kontrollere dalene, der gav adgang til og fra det skotske højland og også igennem det skotske lavland i det nordvestlige Skotland. I sin beskrivelse af Agricolas kampagner nævner Tacitus ikke specifikt, at de vendte tilbage til et område, som tidligere havde været erobret af romerne, hvor deres okkupation enten var blevet slået tilbage af briterne eller var blevet forladt af romerne.

### Agricola i Caledonien
Tacitus skriver, at romerne fik lukket munden på de utilfredse briter ved kombination af magt og diplomati, og at Agricola herefter i år 79 byggede forter i de områder, der var blevet erobret tidligere. I år 80 marcherede han til Firth of Tay (nogle historikere mener, at han stoppede langs Firth of Forth dette år) og vendte ikke tilbage mod syd før år 81, hvor han konsoliderede de nyerobrede områder og de oprørske områder, han havde generobret. I 82 sejlede han til enten Kintyre eller Argylls kyster, muligvis til dem begge. I 93 og 84 flyttede han videre mod nord langs Skotlands østlige og nordlige kyster og brugte både tropper til lands og til vands. Han førte et vellykket felttog mod indbyggerne og vandt en vigtig sejr over de nordbritiske folk, der blev ledet af Calgacus under slaget ved Mons Graupius.
Inden sin tilbagekaldelse i 84 byggede Agricola et netværk af militære veje og forter for at sikre den romerske okkupation. Eksisterende forter blev forbedret og nye blev anlagt i det nordøstlige Skotland langs Highland Line, og de konsoliderede kontrollen over dalen, der gav adgang til højlandet. Den militære kommunikations- og forsyningsvej langs det sydøstlige Skotland og nordøstlige England (Dere Street) blev også befæstet. I det sydligste Caledonien blev Selgovae-området (omtrent hvor det moderne Dumfriesshire og Stewartry of Kirkcudbright ligger i dag) tæt befæstet med forter for ikke alene at etablere en effektiv kontrol her, men også for at færdiggøre den militære ring af forter, der omsluttede hele det sydlige og centrale Skotland (det meste af Southern Uplands, Teviotdale og vestlige Tweeddale). I modsætning til det store anlægsarbejde, der blev igangsat i Selgovae, blev områderne Novantae, Damnonii og Votadini ikke plantet til med forter, og der er intet, som indikerer at romerne var i krig med dem.

## (84–96)
Agricola blev kaldt tilbage til Rom af Domitian. Hans efterfølgeres navn er ikke kendt fra nogen bevarede kilder, men det tyder på, at de enten ikke var villige til, eller ikke kunne, underlægge sig mere mod nord. Fortet ved Inchtuthil blev pillet fra hinanden, inden det stod færdigt, og andre befæstninger langs Gask Ridge i Perthshire, der var blevet opført for at konsolidere den romerske tilstedeværelse i Skotland i kølvandet på Mons Graupius, blev forladt i løbet af få år. Det er sandsynligt, at udgifterne til den langstrakte krig ikke stod mål med de økonomiske eller politiske fordele, der var ved at overtage området, og det var således mere profitablet at lade Caledonien være og kun underkaste dem sig de jure.

## Fejlslagen erobring af Caledonien
Den romerske okkupation blev trukket tilbage til en linje, der blev kaldt rigets limites (dvs. den forsvarede grænse) ved opførslen af Hadrians mur. Der blev gjort et forsøg på at forskyde denne linje mod nord til området ved floderne Clyde-Forth i 142, hvor Den antoninske mur blev opført. Den blev dog forladt efter kun to årtier, og herefter blev den kun lejlighedsvist besat.
Romerne trak sig tilbage til den tidligere og stærkere Hadrians Mur langs grænseområdet ved Tyne-Solway Firth, efter at den var blevet etableret omkring år 122. De romerske tropper gik dog langt mod nord ind i det moderne Skotland ved flere lejligheder. Der er en større koncentration af romerske lejre i Skotland end noget andet sted i Europa som resultat af forgæves forsøg på at underlægge sig området.
Det mest bemærkelsesværdige var i 209, hvor kejser Septimius Severus, der påstod at være blevet provokeret af Maeatae-stammens krigeriskhed, førte felttog mod den Caledonske Konfedaration, en koalition af britiske pikteske stammer fra det nordlige Britannien. Han brugte tre legioner fra den britiske garnison (suppleret med den nyligt etablerede 2. Parthica legion), 9.000 kejserlige vagter med kavaleristøtte og adskillige krigsmaskiner blev transporteret over havet af den britiske flåde og den rhinske flåde og to flåder blev transporteret fra Donau med det ene formål. Ifølge Dio Cassius udførte han folkemorderiske plyndringer mod de indfødte og fik omkring 50.000 af sine egne mænd dræbt under en nedslidende guerillakrig, før han trak sig tilbage til Hadrians Mur. Han reparerede og forbedrede muren så grundigt, at de fleste efterfølgende romerske forfattere tilskrev ham opførslen af den. Under forhandlingerne om en våbenhvile, der var nødvendig for at sikre det romerske tilbagetog til muren, blev der registreret den første ytring, som med nogenlunde sikkerhed kan tilskrives en indfødt fra Skotland. Ytringen blev nedfældet af Dio Cassius og tilskrives høvdingen Argentocoxos, der som et svar til Septimius Severus' kone, Julia Domna, der havde kritiseret den seksuelle moral blandt Caledoniens kvinder, svarede: "Vi omgås åbent med de bedste blandt mænd, mens I tillader jer selv at være udsvævende i det private med de værste". Kejser Septimius Severus døde ved York, mens han planlagde en genoptagelse af kampene, hvorefter planerne blev opgivet af hans søn Caracalla.
Romernes senere ekspeditioner til Skotland blev generelt begrænset til spejdermissioner med det formål at udforske et område, der blev udviklet på nordsiden af Hadrians Mur, handelskontakter, bestikkelse for at købe våbenhvile med de indfødte og til sidst til at udbrede kristendommen. Det er stadig uvist, i hvor stor grad romerne interagerede med den gælisktalende del af befolkningen på øen Hibernia (det moderne Irland).

## Yderligere læsning
- The Great Invasion, Leonard Cottrell, Coward–McCann, New York, 1962, hardback. Was published in the UK in 1958.
- Tacitus, Histories, Annals and De vita et moribus Iulii Agricolae
- A.D. 43, John Manley, Tempus, 2002.
- Roman Britain, Peter Salway, Oxford, 1986
- Miles Russel – Ruling Britannia – History Today 8/2005 pp 5–6
- Francis Pryor. 2004. Britain BC. New York: HarperPerennial.
- Francis Pryor. 2004. Britain AD. New York: HarperCollins.
- George Shipway – Imperial Governor. 2002. London: Cassell Military Paperbacks.